# シノドンティス
シノドンティスは、ナマズ目Mochokidae に属する魚の総称。狭義には、その中の Synodontis に属するものを指す。アフリカ大陸の淡水に生息する。腹部を上にして泳ぐサカサナマズが有名。他の種も流木などに腹部を押し付ける性質をもつ。
なお、サカサナマズ科の学名として他に Synodontidae が使われることもあるが、ヒメ目エソ科も Synodontidae と称する。混同を避けるため、本稿ではサカサナマズ科を Mochokidae とした。

## 主な種

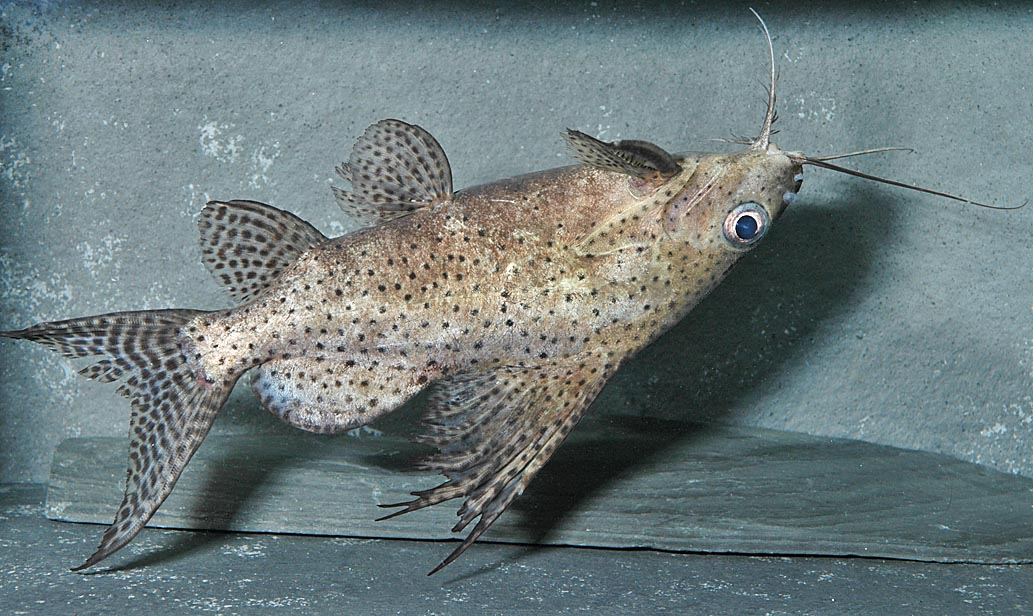
逆さに泳ぐシノドンティス・エウプテルス

サカサナマズ (Synodontis nigriventris)
茶褐色の体に薄く縞模様が入る。普通の魚と違い、腹部を上に向けて泳ぐ習性がある。ゼブラ･サカサナマズと呼ばれる、縞模様が明瞭なタイプも存在する。体長8cm程度とシノドンティスの中では小型の種類で、古くからアクアリウムで飼育されてきた。
シノドンティス・エウプテルス (Synodontis eupterus)
体長20 cm 前後に成長する。濃いグレーの体色に細かなスポットが入る。背びれの鰭条が伸びて櫛のような形態になることからフェザーシノドンティスと呼ばれて流通している事も多い。
シノドンティス・ムルティプンクタートゥス(カッコウナマズ) (Synodontis multipunctatus)
多くが河川に生息するシノドンティスとしては珍しくタンガニーカ湖に生息する。マウスブルーダーのシクリッドに自らの卵を寄託する托卵を行う。
シノドンティス・デコラス (Synodontis decorus)
シノドンティスの仲間では大型で、体長30 cm 以上に育つ。グレーの体色に大き目の黒のスポットを持つ。背びれが大きく伸長する。身を守るために頭部と背びれ、胸びれの骨が発達しておりヒレの骨は刺のように鋭い。身の危険を感じると胸ひれを動かしカチカチという機械のような音を出す。
シノドンティス・アンジェリクス (Synodontis angelicus)
黒の体色に乳白色のスポットが多数入る美しいシノドンティス。気性が荒い。